# Mena Massoud
Pour les articles homonymes, voir Massoud.
Mena Massoud est un acteur canadien d'origine égyptienne, né le 17 septembre 1991 au Caire.
Il accède à la notoriété en jouant le rôle titre d'Aladdin (2019) de Guy Ritchie, adaptation en prise de vues réelle du film homonyme de 1992.

## Biographie

### Jeunesse et formation
Mena Massoud est né au Caire, en Égypte, de parents chrétiens copte égyptiens.
Bien qu'il grandisse à Markham au Canada en Ontario, où il a fréquenté le St. Brother André Catholic High School, il n'en délaisse pas pour autant sa culture et déclare à ce propos :

« Lorsque nous étions enfants, avec mes sœurs, nos parents nous ont élevé dans le respect des traditions, ils nous parlaient en arabe à la maison et j’allais prier trois fois par semaine à l’église parce qu’on fait comme ça en Égypte. »

Il étudie le théâtre à l'Université Ryerson de Toronto.

### Carrière

#### Débuts discrets
En 2011, il fait ses débuts en apparaissant dans des séries télévisées telles que Nikita, Médecins de combat et obtenant un rôle récurrent dans la série télévisée The 99.
En 2014, il incarne le célèbre boxeur Mohamed Ali dans le court métrage Americanistan.
Après quelques participations à des courts métrages et des interventions sur le petit écran (Jessica King), il signe pour l'un des premiers rôles de l'éphémère série canadienne Open Heart, en 2015. Il y incarne Jared Malik, un jeune homme sournois qui dirige un programme de jeunes volontaires dans un hôpital.
Côté grand écran, il joue pour le cinéma indépendant avec la comédie romantique Let's Rap (2015) et le drame Ordinary Days (2017).

#### Passage au premier plan

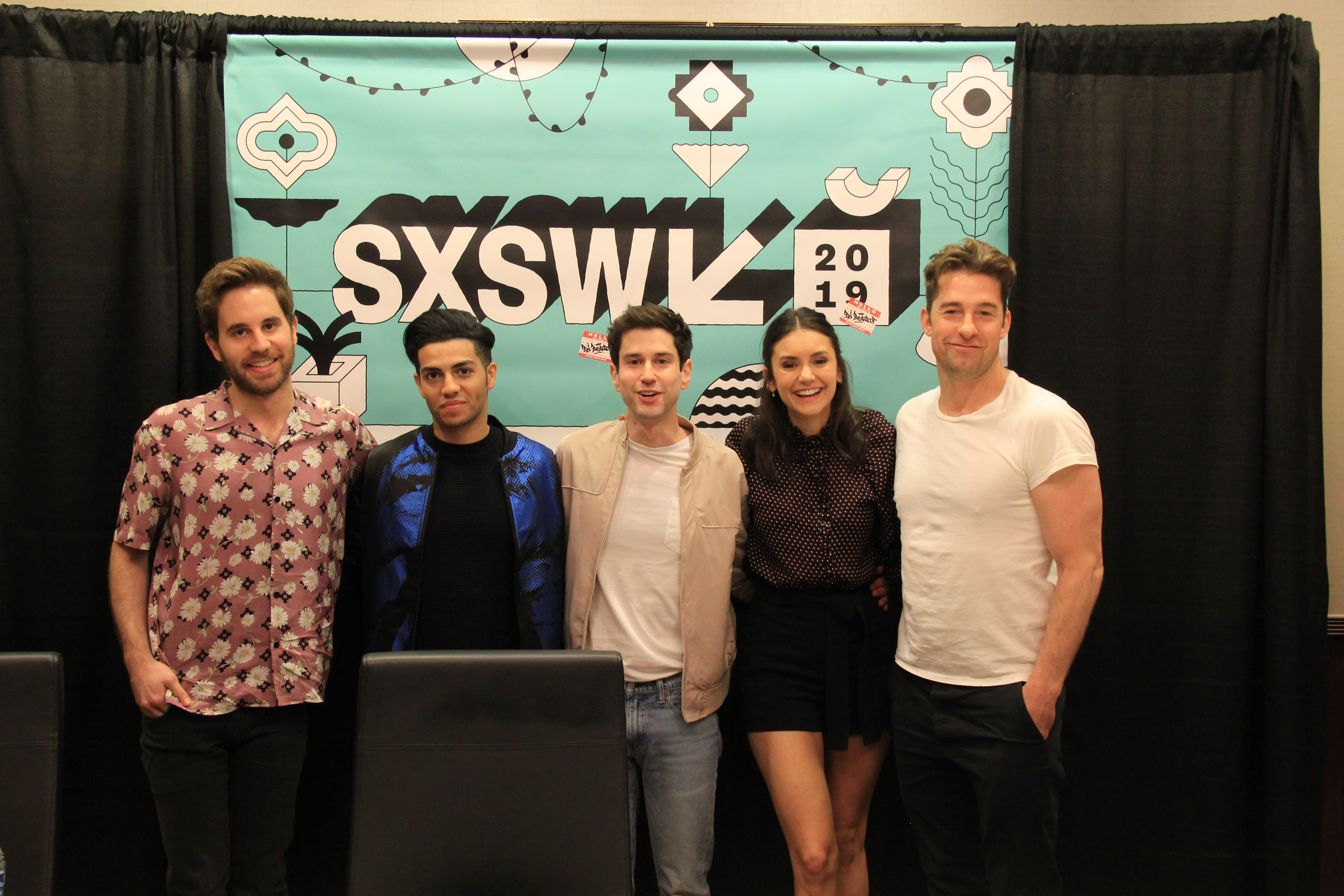
Avec Ben Platt, Nina Dobrev, Scott Speedman et Ricky Tollman au SXSW pour la promotion du drame Run This Town.

En 2018, il accepte de jouer le rôle du collègue de John Krasinski dans la série télévisée Jack Ryan. Il s'agit d'un thriller politique américain, basé sur des personnages de la fiction Ryanverse créée par Tom Clancy, Carlton Cuse et Graham Roland, diffusé en une seule fois sur la plateforme de VoD Amazon Video le 31 août 2018.
Mais cette année-là est surtout marquée par son obtention du rôle d'Aladdin, après de nombreuses auditions et de longues recherches à travers le monde, pour l'adaptation en prise de vues réelles du 31e « Classique d'animation » des studios Disney, Aladdin. L'Aladdin de Guy Ritchie sort en 2019 et rencontre un large succès au box-office mondial. Il y donne la réplique à Naomi Scott qui joue Jasmine, et Will Smith, qui prête ses traits au Génie. Pour ce rôle, il a dû s'initier à la danse, aux acrobaties et au chant afin d'incarner le populaire voleur.

« Gamin j’étais fan du dessin animé parce qu’il présentait un héros qui me ressemblait physiquement et auquel je pouvais donc m’identifier. L’incarner pour de vrai me rappelle mes jeux d’enfant. »

L'acteur est en lice pour le Teen Choice Awards du meilleur acteur dans un film fantastique. Malgré le succès du film Aladin, Mena Massoud révèle cependant fin 2019 que le tournage du film est loin d'avoir été un grand soutien à sa carrière. La même année, il joue dans des projets plus exposés qu'auparavant, tels que le drame Run This Town aux côtés de Nina Dobrev et le thriller Strange But True avec Nick Robinson.
Parallèlement, il renoue avec la télévision en rejoignant Abigail Spencer afin de porter la série de la plateforme Hulu, Reprisal.

### Vie privée
Végan depuis 2018, il a monté sa propre société, Evolving Vegan, et souhaite sensibiliser l'opinion publique à ce sujet : 

« J’ai grandi dans un foyer égyptien où je mangeais toutes sortes de viandes. Du foie de veau, des rognons, de la cervelle, de la langue de bœuf... Le jour où j’ai adopté une alimentation végane, j’ai vraiment senti une différence. »

Il est également fondateur de la fondation EDA qui aide divers artistes au Canada.
Depuis le tournage du film Aladdin 2019, Mena a développé une très forte amitié avec l’actrice britannique Naomi Scott.
Le 20 septembre 2018, il est légèrement blessé à la suite d'un accident de voiture causé par un défaut de fabrication et de conception de sa voiture, une Model 3, qu'il venait juste d'acheter et qui finit en épave. L'acteur poursuit alors en justice l'entreprise Tesla.
En mai 2024, il annonce sur Instagram ses fiançailles avec l’actrice américaine d’origine indienne Emily Shah.

## Filmographie

### Cinéma

#### Longs métrages
- 2015 : Let's Rap de Neil Huber : John
- 2017 : Ordinary Days de Kris Booth, Jordan Canning et Renuka Jeyapalan : Ollie Santos
- 2019 : Run This Town de Ricky Tollman : Kamal
- 2019 : Aladdin de Guy Ritchie : Aladdin
- 2019 : Virgin Secrets (Strange but True) de Rowan Athale : Chaz
- 2020 : Lamya's Poem de Alexander Kronemer : Rumi (voix)
- 2022 : Absolument royal ! de Rick Jacobson : Le Prince Thomas

#### Courts métrages
- 2011 : What Happens Next de Jenna Elzein : Jad
- 2014 : Americanistan de Nabil Badine : Mohamed Ali
- 2017 : Final Exam de Philippe Gosselin : Zaid
- 2017 : Masters in Crime de Devin Knowles : Majide
- 2019 : Merging with the Infinite de Ali Mashayekhi : Charlie Smith

### Télévision

#### Séries télévisées
- 2011 : Nikita : Al Qaeda (saison 1, épisode 17)
- 2011 : Poser : Bretten Thomason (rôle récurrent - saison 1, 6 épisodes)
- 2011 : Médecins de combat : Salman Zawab (saison 1, épisode 9)
- 2011 : The 99 : Hafiz, Dave et Saad (rôle récurrent - 25 épisodes)
- 2012 : Cut to the Chase : Jason (rôle principal - 7 épisodes)
- 2012 : Jessica King : Malik Atassi (saison 2, épisode 3)
- 2015 : Open Heart (en) : Jared Malik (rôle principal - 12 épisodes)
- 2017 : Saving Hope, au-delà de la médecine : Justin Srinivasan (saison 5, épisode 13)
- 2018 : Jack Ryan : Tarek Kassar (rôle récurrent - saison 1, 6 épisodes)
- 2019 : Reprisal : Ethan Hart (rôle principal)
- 2021 : 9-1-1: Lone Star : Salim (1 épisode, saison 2)

## Distinctions
Sauf indication contraire ou complémentaire, les informations mentionnées dans cette section peuvent être confirmées par la base de données IMDb.

### Nominations
- 21e cérémonie des Teen Choice Awards 2019 : meilleur acteur dans un film fantastique pour Aladdin